# Zonsverduisteringen van 2001 t/m 2010
De periode 2001 t/m 2010 bevat 20 zonsverduisteringen. Deze zijn onderverdeeld in de volgende typen:
- 7 totale
- 8 ringvormige
- 1 hybride
- 4 gedeeltelijke

## Overzicht
Onderstaand overzicht bevat alle details van deze zonsverduisteringen.
| Datum        | UTC op Max | Type         | Stijl                    | Saros nr | Magni- tude | Lengte op Max | Regio's in het gehele eclipsgebied                              | Regio's met het eclipspad                                     |
| ------------ | ---------- | ------------ | ------------------------ | -------- | ----------- | ------------- | --------------------------------------------------------------- | ------------------------------------------------------------- |
| 21 juni 2001 | 12:03:46   | totaal       | centraal                 | 127      | 1.050       | 04m57s        | oostelijk Zuid-Amerika, Afrika                                  | zuidelijke Atlantische Oceaan, zuidelijk Afrika, Madagaskar   |
| 14 dec 2001  | 20:53:01   | ringvormig   | centraal                 | 132      | 0.968       | 03m53s        | Noord-Amerika, Centraal-Amerika, noordwestelijk Zuid-Amerika    | centrale Stille Oceaan, Costa Rica                            |
| 10 juni 2002 | 23:45:22   | ringvormig   | centraal                 | 137      | 0.996       | 00m23s        | oostelijk Azië, Australië, westelijk Noord-Amerika              | noordelijke Stille Oceaan, westelijk Mexico                   |
| 4 dec 2002   | 07:32:15   | totaal       | centraal                 | 142      | 1.024       | 02m04s        | zuidelijk Afrika, zuidpoolgebied, Indonesië, Australië          | zuidelijk Afrika, zuidelijk Indië, zuidelijk Australië        |
| 31 mei 2003  | 04:09:23   | ringvormig   | centraal geen noordgrens | 147      | 0.938       | 03m37s        | Europa, Azië, noordwestelijk Noord-Amerika                      | IJsland, Groenland                                            |
| 23 nov 2003  | 22:50:22   | totaal       | centraal                 | 152      | 1.038       | 01m57s        | Australië, zuidpoolgebied, zuidelijk Zuid-Amerika               | zuidpoolgebied                                                |
| 19 apr 2004  | 13:35:05   | gedeeltelijk |                          | 119      | 0.737       | -             | zuidpoolgebied, zuidelijk Afrika                                | Noordoostelijk Azië, Hawaii, Alaska                           |
| 14 okt 2004  | 03:00:23   | gedeeltelijk |                          | 124      | 0.928       | -             | noordoostelijk Azië, Hawaii, Alaska                             | Nieuw-Zeeland, Noord-Amerika , Zuid-Amerika                   |
| 8 apr 2005   | 20:36:50   | hybride      | centraal                 | 129      | 1.007       | 00m42s        | Nieuw-Zeeland, Noord-Amerika , Zuid-Amerika                     | zuidelijk Stille Oceaan, Panama, Colombia, Venezuela          |
| 3 okt 2005   | 10:32:47   | ringvormig   | centraal                 | 134      | 0.958       | 04m32s        | Europa, Afrika, zuidelijk Azië                                  | Portugal, Spanje, Libië, Soedan, Kenia                        |
| 29 mrt 2006  | 10:12:22   | totaal       | centraal                 | 139      | 1.052       | 04m07s        | Afrika, Europa, westelijk Azië                                  | centraal Afrika, Turkije, Rusland                             |
| 22 sep 2006  | 11:41:16   | ringvormig   | centraal                 | 144      | 0.935       | 07m09s        | Zuid-Amerika, westelijk Afrika, zuidpoolgebied                  | Guyana, Suriname, Frans Guyana, zuidelijks Atlantische Oceaan |
| 19 mrt 2007  | 02:32:57   | gedeeltelijk |                          | 149      | 0.876       | -             | Azië, Alaska                                                    | Zuid-Amerika, zuidpoolgebied                                  |
| 11 sep 2007  | 12:32:24   | gedeeltelijk |                          | 154      | 0.751       | -             | Zuid-Amerika, zuidpoolgebied                                    | zuidpoolgebied, oostelijk Australië, Nieuw-Zeeland            |
| 7 feb 2008   | 03:56:10   | ringvormig   | centraal                 | 121      | 0.965       | 02m12s        | zuidpoolgebied, oostelijk Australië, Nieuw-Zeeland              | zuidpoolgebied                                                |
| 1 aug 2008   | 10:22:12   | totaal       | centraal                 | 126      | 1.039       | 02m27s        | noordoostelijk Noord-Amerika, Europa, Azië                      | noordelijk Canada, Groenland, Siberië, Mongolië, China        |
| 26 jan 2009  | 07:59:45   | ringvormig   | centraal                 | 131      | 0.928       | 07m54s        | zuidelijk Afrika, zuidpoolgebied, zuidoostelijk Azië, Australië | zuidelijk Indië, Sumatra, Borneo                              |
| 22 juli 2009 | 02:36:25   | totaal       | centraal                 | 136      | 1.080       | 06m39s        | oostelijk Azië, Stille Oceaan, Hawaii                           | India, Nepal, China, centrale Stille Oceaan                   |
| 15 jan 2010  | 07:07:39   | ringvormig   | centraal                 | 141      | 0.919       | 11m08s        | Afrika, Azië                                                    | centraal Afrika, India, Burma, China                          |
| 11 juli 2010 | 19:34:38   | totaal       | centraal                 | 146      | 1.058       | 05m20s        | zuidelijk Zuid-Amerika                                          | zuidelijk Stille Oceaan, Paaseiland, Chili, Argentinië        |

### Legenda
| Kolomhoofd                         | Uitleg                                                                                                |
| ---------------------------------- | --- |
| Datum                              | Datum op het moment van het maximum van de eclips                                                     |
| UTC op Max                         | Tijd in UTC op het moment van het maximum van de eclips                                               |
| Type                               | Type van de eclips                                                                                    |
| Stijl                              | Binnen een type zijn verschillende stijlen mogelijk                                                   |
| Sarosnr                            | Het nr van de sarosreeks waartoe de eclips behoort                                                    |
| Magnitude                          | Percentage van verduistering van de middellijn van de zon op het moment van het maximum van de eclips |
| Lengte op Max                      | Tijdsduur van de eclips op de plek met het maximum                                                    |
| Regio's in het gehele eclipsgebied | Gebieden waar de eclips of een gedeelte ervan te zien is                                              |
| Landen met het eclipspad           | Landen waar de eclips totaal of ringvormig te zien is                                                 |